# DeRon Horton
DeRon Horton est un acteur américain, né le 25 novembre 1992 à Houston au Texas.

## Biographie
Après avoir grandi en Arabie saoudite, DeRon Horton suit un cursus au Savannah College of Art and Design (SCAD), en Géorgie, où il obtient un diplôme en arts de la scène. Après avoir obtenu plusieurs petits rôles dans des courts-métrages et films indépendants, il commence à jouer dans des productions de la chaîne Netflix. Il est surtout connu pour son rôle de Lionel dans la série Dear White People ainsi que pour son rôle de Lou dans la série American Vandal.

## Filmographie

### Télévision
- 2016 : L'arme fatale : Marcus (1 épisode)
- 2017 : Dear White People : Lionel Higgins
- 2018 : American Vandal : Lou
- 2019 : American Horror Story : 1984 : Ray Powell (8 épisodes)

### Cinéma
- 2014 : Lions et Agneaux
- 2017 : L'affaire Roman J. : Derrell Edelbee
- 2017 : Burning Sands : Square
- 2018 : Dirt : Dez Truss
- 2018 : After Everything de Hannah Marks et Joey Power
- 2021 : Bliss de Mike Cahill